# 愛してたって、秘密はある。
『愛してたって、秘密はある。』（あいしてたって、ひみつはある。）は、日本テレビ系「日曜ドラマ」枠にて2017年7月16日から9月17日まで、毎週日曜22時30分 - 23時25分に放送されたテレビドラマである。主演は福士蒼汰。通称「愛ある」。最終話放送終了と同時に、本ドラマの続編「僕は誰だ?」がHuluで配信開始された。2週連続の前後編形式となっている。

## キャスト
奥森 黎（おくもり れい）〈26〉
演 - 福士蒼汰
弁護士志望の司法修習生。
中学3年（11年前）の時、母親に暴力を振るう父親を殺害した過去を持つ。一橋大学法学部卒業。爽との結婚について考え始めた矢先に、庭に埋められていた父の遺体が掘り返される等の不可解な出来事に見舞われたが、最終話にて、その黒幕が「もう一人の自分」である別人格の「朔（さく）」だと知る。
朔（さく）
黎が大学生のころ、偶然見つけた父・皓介の日記の内容から、彼が家族に暴力を振るうようになった理由や自らの行動を悔いていた事を知り、その事による精神的なショックが端緒となって芽生えた「黎の『もう一つの人格』」。主人格である黎を「現実から目を背けて逃げ出した臆病者」と蔑んだり、皓介が殺害された一件について開き直ったような態度を示す等、自己中心的かつ傲慢な性格で、当初は黎の「殺人」を唯一知る晶子の前にしか現れなかった。
立花 爽（たちばな さわ）〈26〉
演 - 川口春奈
黎の恋人。司法修習生。10年前、高校生だったころに何者かに襲われた過去がある。
風見 忠行（かざみ ただゆき）〈45〉
演 - 鈴木浩介
港北医科大学附属病院消化器内科の准教授。黎の父・皓介の後輩。密かに晶子に好意を抱いており、皓介の失踪後は黎や晶子の面倒を見る。
立花 暁人（たちばな あきと）〈30〉
演 - 賀来賢人（降板した小出恵介の代役）
爽の兄。フリージャーナリスト。かつては検事志望だったが、過去の事件が原因で父に反発し、ジャーナリストとなった。
安達 虎太郎（あだち こたろう）〈26〉
演 - 白洲迅
司法修習生。黎と爽の法科大学院からの友人。有名食料品メーカーの創業家の次男。密かに爽に好意を抱く。
山田 隆也（やまだ たかや）〈27〉
演 - 柄本時生
香坂法律事務所のパラリーガル。奥森家の事件については何ら関わっていない人物である。
浦西 果凛（うらにし かりん）〈17〉
演 - 吉川愛
横浜市の女子校に通う高校生。高校受験の時に黎が家庭教師をしていた。黎に片思いしている。
一ノ瀬 義男（いちのせ よしお）〈45〉
演 - 矢柴俊博
港西警察署刑事課の刑事。
井上 大吾（いのうえ だいご）〈27〉
演 - 佐伯大地
港西警察署刑事課の刑事。
宮島 英治（みやじま えいじ）
演 - 桜井聖
検事。
香坂 いずみ（こうさか いずみ）〈42〉
演 - 山本未來
弁護士。黎と爽の法科大学院の恩師。
奥森 皓介（おくもり こうすけ） <45 ※失踪当時>
演 - 堀部圭亮
黎の父。港北医科大学附属病院医師（生前）。ある時から妻・晶子にドメスティックバイオレンスを行うようになったため、11年前に黎に殺害され、自宅の庭に埋められた。表向きには「失踪」となっている。晶子に対するドメスティックバイオレンスは立花検事の過度な取り調べで精神的に追い詰められたことが原因であり、遺された日記には自らをコントロールできず妻に暴力を振るってしまう自分自身を責める内容が記されていた。
前園 勝敏（まえぞの かつとし）
演 - 東国原英夫
代議士。
立花 茜（たちばな あかね）〈57〉
演 - 岡江久美子
爽・暁人の母。専業主婦。子供の時は児童養護施設で育った。
立花 弘晃（たちばな ひろあき）〈59〉
演 - 遠藤憲一
爽・暁人の父。神奈川地方検察庁の検事正。常に険しい表情を浮かべており、滅多に笑顔を見せない。娘・爽の婚約者である黎に対して強い疑惑の念を抱いており、二人の結婚には頑なに反対している。また、爽には内緒で黎の身辺調査を行っていた。11年前、前園代議士を逮捕するために、奥森 皓介に過度な取り調べをし、風見 忠行の父親も逮捕しようとした。
奥森 晶子（おくもり しょうこ）〈51〉
演 - 鈴木保奈美
黎の母。港北医科大学附属病院の看護師。

### ゲスト
第1話
及川 倫也
演 - 桜田通
金子を暴行。
金子 信一
演 - 森下能幸
ひったくり犯。
細田 美波
演 - 永井理子
ひったくり被害者。
中村 幸乃
演 - 川村紗也
離婚相談者。
第2話
深水 柊二〈15〉
演 - 若山耀人
黎の取り調べを受けた被疑者。
椿木 誠
演 - 伊藤正之
弁護士。
第3話
境 美夜
演 - 谷村美月
看護婦。
五十嵐 菜月
演 - 坂口比奈乃
美夜は同居人。リストカット自殺。
五十嵐 薫
演 - 宮地雅子
菜月の母。
アナウンサー
演 - 川畑一志
第6話
義家 正憲
演 - 団時朗
港北医科大学附属病院院長。
海老原 祐一
演 - 小林隆
人権派弁護士。

## スタッフ
- 企画・原案：秋元康
- 脚本：桑村さや香、松本美弥子
- 演出：河合勇人、佐久間紀佳、山田信義
- 音楽：林ゆうき、橘麻美
- 主題歌：家入レオ「ずっと、ふたりで」(JVCケンウッド・ビクターエンタテインメント)[3]
- 法律監修：菅弘一
- 警察監修：大橋菊夫
- アクションコーディネート：柴原孝典
- スタジオ：国際放映
- チーフプロデューサー：福士睦
- プロデューサー：鈴間広枝、柳内久仁子（AXON）
- 制作協力：AXON
- 制作著作：日テレ

## 放送日程
| 各話                                                                        | 放送日  | ラテ欄                                                                         | 脚本       | 演出       | 視聴率 |
| --------------------------------------------------------------------------- | ------- | ------------------------------------------------------------------------------ | ---------- | ---------- | ------ |
| 第1話                                                                       | 7月16日 | あの夏、僕は人を殺した… 幸せの絶頂で暴かれ始める過去!! その秘密、隠し通せるか? | 桑村さや香 | 河合勇人   | 8.2%   |
| 第2話                                                                       | 7月23日 | 脅迫の連続… バレるか別れるか                                                   | 桑村さや香 | 河合勇人   | 8.7%   |
| 第3話                                                                       | 7月30日 | 黒幕は誰!? 浮上する疑惑の関係                                                  | 桑村さや香 | 佐久間紀佳 | 9.2%   |
| 第4話                                                                       | 8月06日 | 歪んだ愛! 恋人に届く罪の証拠                                                   | 桑村さや香 | 河合勇人   | 8.0%   |
| 第5話                                                                       | 8月13日 | 狂気の人… チャペルでの悲劇!!                                                   | 桑村さや香 | 佐久間紀佳 | 8.5%   |
| 第6話                                                                       | 8月20日 | ついに犯人発覚!! 恐怖が怒りへ                                                  | 松本美弥子 | 山田信義   | 7.8%   |
| 第7話                                                                       | 8月27日 | 絶体絶命!! 黒幕からのプレゼント                                                | 桑村さや香 | 佐久間紀佳 | 8.5%   |
| 第8話                                                                       | 9月03日 | 黒幕登場!! 母の愛と衝撃の行動                                                  | 松本美弥子 | 山田信義   | 8.5%   |
| 第9話                                                                       | 9月10日 | 罪の告白!! 別れと復讐… 下る罰                                                  | 桑村さや香 | 佐久間紀佳 | 8.5%   |
| 最終話                                                                      | 9月17日 | 衝撃と涙の真実!! 黒幕は俺!?                                                    | 桑村さや香 | 河合勇人   | 10.1%  |
| 平均視聴率 8.6%（視聴率はビデオリサーチ調べ、関東地区・世帯・リアルタイム） |         |                                                                                |            |            |        |

- 9月10日は『グラチャンバレー2017女子大会最終日・日本×中国』（18時 - 20時25分、30分延長）のため、30分繰り下げ（23時 - 23時55分）。